# Этгерслебен
Этгерслебен (нем. Etgersleben) — община в Германии, в земле Саксония-Анхальт. 
Входит в состав района Зальцланд. Подчиняется управлению Эгельнер Мульде.  Население составляет 798 человек (на 31 декабря 2006 года). Занимает площадь 13,26 км².